# Wereja Stara Zagora
FK Wereja Stara Zagora (bułg. ФК Верея Стара Загора) – bułgarski klub piłkarski grający w trzeciej lidze bułgarskiej, mający siedzibę w mieście Stara Zagora.

## Historia
Klub został założony 15 lipca 2001 roku. Do sezonu 2005/2006 klub grał w amatorskiej regionalnej lidze Starej Zagory i wtedy też awansował do trzeciej ligi. Przed sezonem 2006/2007 zespół połączył się z Arsenałem Kazanłyk. W 2012 roku w klub zainwestowała firma Trace Group. W sezonie 2013/2014 zespół zajął 3. miejsce w trzeciej lidze i wywalczył historyczny awans do drugiej ligi. Z kolei w czerwcu 2016 klub otrzymał licencję na grę w pierwszej lidze.

## Sukcesy
- A RFG Stara Zagora:
  - mistrzostwo: 2008/2009, 2010/2011, 2011/2012

## Stadion
Domowe mecze klub rozgrywa na stadionie o nazwie Trace Arena w Starej Zagorze, który może pomieścić 1500 widzów.

## Reprezentanci kraju grający w klubie
Stan na lipiec 2016.
| - Iwan Stojanow - Kostadin Stojanow - Żiwko Żelew - Christoffer Mafoumbi | - Yassine El Kharroubi - Alexandru Pașcenco - Olivier Bonnes |

## Skład na sezon 2016/2017
| Nr | Poz. | Piłkarz            |
| -- | ---- | ------------------ |
| 1  | BR   | Płamen Kolew       |
| 3  | OB   | Władimir Zafirow   |
| 5  | OB   | Ilija Munin        |
| 7  | PO   | Momcził Cwetanow   |
| 8  | PO   | Alexandru Pașcenco |
| 9  | NA   | Amadou Soukouna    |
| 10 | PO   | Elias (kapitan)    |
| 11 | PO   | Aleksandyr Jakimow |
| 12 | BR   | Iwan Karadżow      |
| 15 | OB   | Kostadin Słajew    |
| 21 | OB   | Zdrawko Iliew      |

| Nr | Poz. | Piłkarz              |
| -- | ---- | -------------------- |
| 25 | OB   | Georgi Angełow       |
| 27 | PO   | Swietosław Dikow     |
| 32 | NA   | Wasił Kałojanow      |
| 33 | OB   | Mirosław Enczew      |
| 39 | NA   | Metodi Kostow        |
| 71 | PO   | Iwan Winkow          |
| 77 | OB   | Pedro Eugénio        |
| 89 | PO   | Ilijan Jordanow      |
| 95 | PO   | Adama Guidiala       |
| 99 | BR   | Christoffer Mafoumbi |